# Marjana Bremec Homar
Marjana Bremec Homar, slovenska košarkarica, * 6. junij 1946, Ljubljana.
Marjana Bremec Homar je bila košarkarica ljubljanskega kluba KK Olimpija. V letih 1966 - 1968 je kot članica jugoslovanske ženske reprezentance nastopila na Evropskem prvenstvu 1968 v Italiji, kjer je osvojila srebrno medaljo. Za jugoslovansko reprezentanco je odigrala 54 tekem. Osvojila je še bronasto medaljo na balkanskem prvenstvu. Prejela je Zlato značko SFRJ za športne zasluge in naziv »Zaslužni športnik Jugoslavije«. Po končani karieri se rekreativno ukvarja s košarko in nastopa za ekipo KK Veteranke Ljubljane.